# Fred Hopkins
Fred Hopkins (* 10. Oktober 1947 in Chicago; † 7. Januar 1999 ebenda) war ein US-amerikanischer Jazz-Bassist des Avantgarde Jazz.

## Leben und Wirken
Hopkins spielte eine bedeutende Rolle bei der Entwicklung des Creative Jazz. Er war Mitglied des Association for the Advancement of Creative Musicians und wurde insbesondere als Teil des Trios Air bekannt. 1976 wirkte er bei den Wildflowers-Sessions mit. Auch arbeitete er häufig mit der Cellistin Diedre Murray zusammen. Außerdem war Hopkins zwanzig Jahre (von 1976 bis 1996) eng mit den verschiedenen Formationen von David Murray verbunden, wie auf dem Album Special Quartet von 1990 zu hören. 
Weiterhin nahm er mit Muhal Richard Abrams, Arthur Blythe, Hamiet Bluiett, Peter Brötzmann, Craig Harris, Oliver Lake, Bobby McFerrin, James Newton, Ivo Perelman, John Purcell, Don Pullen, John Tchicai, Henry Threadgill (Rag, Bush and All) und Tom Varner Platten auf. 1999, kurz vor seinem Tod, wirkte er noch bei der Aufnahme des Albums Rising Daystar von Malachi Thompson mit.

## Auswahldiskographie
- Peter Brötzmann: Songlines (FMP, 1991)
- Craig Harris: Black Bone (Soul Note, 1983)
- Oliver Lake: Expanable Language (Black Saint, 1984)
- Michael Marcus: Here At! (Soul Note, 1993)
- Jemeel Moondoc: Judy’s Bounce (Soul Note, 1981)
- David Murray: Flowers for Albert (India Nav.,1976), Sweet Lovely (Black Saint, 1979), In Our Style(DIW, 1986), Lovers, Tenors, Spirituals, Ballads (alle DIW, 1988), David Murray/James Newton Quartet (DIW, 1991), Dark Star (Astor, 1996)
- Charles Brackeen: Worshippers Come Nigh (1988)
- Bern Nix: Alarms and Excursions (New World, 1993)
- Don Pullen: Warriors (Black Saint, 1979), The Sixth Sense (Black Saint, 1985)
- Horace Tapscott: Dissent or Descent (Nimbus West Records, 1998)
- Malachi Thompson: Rising Daystar (Delmark, 1997–99)
- Tom Varner: Tom Varner Quartet (Soul Note, 1980)